# Fotoluminiscenca
Fotoluminiscenca je posledica obsevanja snovi s kratkovalovno svetlobo, ultravijoličnimi (UV), rentgenskimi ali gama (γ) žarki, kjer snov zaradi obsevanja absorbira fotone, skoči v višje energijsko stanje in nato odda fotone, pri čemer se zopet vrne v osnovno energijsko stanje. Najpreprostejša vrsta je resonančna radiacija, pri kateri so fotoni določene valovne dolžine absorbirani in nato ekvivalentno emitirani, to se pravi sevani z enako valovno dolžino. Proces ne zajema nobene notranje energijske pretvorbe in emisija poteka zelo hitro (približno 10 nanosekund).
Naslednji dve vrsti pa zajemata notranjo energijsko pretvorbo in se po tem tudi ločita. To sta:
- fluorescenca
- fosforescenca

## Fluorescenca
Fluorescenca je fizikalni pojav, pri katerem snov seva fotone z daljšo valovno dolžino, kot je valovna dolžina absorbiranega vzbujevalnega sevanja oz. pri katerem je energija sevanih fotonov manjša od absorbiranih fotonov. Razlog za to je ta, da fotoni ne prehajajo direktno v osnovno stanje, pač pa preko dveh ali več vzbujenih stanj.
Načeloma lahko fluorescira vsaka snov, pogoj pa je le nekaj ostro definiranih in razmaknjenih energijskih stanj oz. odsotnost zveznega emisijskega spektra. V slednjem primeru lahko ločena energijska stanja ustvarimo z dodatkom aktivatorjev. Barva fluoresirane svetlobe je seveda odvisna od vrste snovi, od kemične narave in koncentracije aktivatorjev ter vrste vpadnega sevanja. Tako antracen fluorescira vijolično pri obsevanju z UV žarki, z dodatkom naftalina pa zeleno. Organske snovi, kot so npr. človeški lasje ali zobje, fluorescirajo bledo modrikasto svetlobo. Povečini se vpadno sevanje pri vseh snoveh prenese s trki na molekule aktivatorjev, ki določajo sevano svetlobo.
Fluoresenca je praktično ena najuporabnejših vrst luminiscenc, saj je snov najlažje vzbuditi z obsevanjem. Zelo razširjena je uporaba navadnih fluorescenčnih svetilk, ki oddajajo belo svetlobo, kar je posledica primerne kombinacije različnih aktivatorjev. Na enaki način delujejo moderne kompaktne fluorescenčne luči, ki pa vsebujejo živo srebro (Hg), vendar pa so energetsko zelo učinkovite. Slednji element vsebujejo tudi ulične svetilke, le da je element v plinastem stanju. Fluorescenca uporabljajo tudi v biokemiji in medicini (za fluorescenčne mikroskope, obarvanje in določanje celic, njihovih struktur in DNK) ter gemologiji, geologiji, mineralogiji in sodni medicini.

## Fosforescenca
Fosforescenca se od fluorescence razlikuje po tem, da absorbirano energije ne seva takoj. Počasnejše eminiranje fotonov je posledica zadrževanja elektronov v t. i. metastabilnih stanjih, ki jih pa vzbujeni elektroni sčasoma preskakujejo ali prebadajo, da se absorbirana energija sprosti. Samo ime pa izvira od belega fosforja, ki v temi medlo svetlika, pri obsevanju z UV žarki pa intezivno.